# Дедюлін Олександр Васильович
Дедюлін Олександр Васильович (нар. 3 (15) серпня 1866  — 16 жовтня 1924) — український вчений мікробіолог-епізоотолог, доктор ветеринарних наук, професор (1907). Організатор ветеринарної служби в Україні.

## Біографія
Олександр Васильович народився 15 серпня 1866 року в м. Срібне, Прилуцький повіт, Полтавська губернія.
У 1888 році вступив Харківського ветеринарного інституту, який закінчив у 1892.
У 1893 році працював на посаді дільничного ветеринарного лікаря у Петровському повіті  Саратовського земства.
У 1901 році захистив дисертацію на тему: «К учению о первых четырех парах шейных нервов у млекопитающих домашних животных».
Від 1906 року завідував кафедрою бактеріології цього ж інституту.
9 квітня 1907 року О. Дедюліна затвердили у званні екстраординарного професора по кафедрі бактеріології, де він почав читати курс м’ясознавства і боєнської справи.
Від 1907 року О. Дедюлін читав курс «М’ясознавство» при кафедрі мікробіології.
Висококваліфікований бактеріолог і м'ясознавець, професор О. Дедюлін брав активну участь в діяльності комітету з холодильної справи, заснованого 1909 року при Міністерстві торгівлі Російської імперії. Від 1910 до 1916 року виступав на з’їздах цього комітету з доповідями і опублікував ряд робіт з принципів роботи холодильників, їх санітарного значення для зберігання м'яса і м'ясопродуктів, вивчення змін у м'ясі при його тривалому зберіганні у холодильнику.
У 1912 році організатор і голова Холодильного комітету у Харкові.
У 1913 році член комітету, президії та редактор праць ІІІ Всеросійського з'їзду ветеринарних лікарів.
У 1914 році брав участь у роботі X Міжнародного конгресу ветеринарних лікарів, що проходив у Лондоні. Призначений штатним екстраординарним професором бактеріології м’ясознавства Харківського ветеринарного інституту. Цього ж року обраний членом Харківської міської думи.
1917 року затверджений у званні ординарного професора. 4 березня 1917 року О. Дедюліна обрано на посаду директора інституту.
1921 року на базі бактеріологічної станції Харківського ветеринарного інституту було створено Державний інститут наукової і практичної ветеринарії, який очолив О. Дедюлін.
16 жовтня 1924 року пішов із життя. Похований у Харкові на алеї захоронення почесних громадян міста.

## Наукова діяльність
Професор О.В. Дедюлін мав більше 180 опублікованих робіт. Праці, присвячені вивченню інфекційних хвороб сільськогосподарських тварин та заходам боротьби із ними і т. і. Один із українських учених, що стояли біля витоків імунобіології: вивчав серодіагностику та імунізацію коней проти сапу, розробив метод щеплення проти ящура і туберкульозу .

## Вшанування
1975 року була випущена медаль з портретом О.В. Дедюліна.